# John Lyon-Dalberg-Acton, 3. Baron Acton
John Lyon-Dalberg-Acton, 3. Baron Acton CMG MBE TD DL (* 15. Dezember 1907; † 23. Januar 1989) war ein britischer Peer und Politiker.

## Leben und Karriere
Er war der älteste Sohn von Richard Lyon-Dalberg-Acton, 2. Baron Acton und dessen Gattin Dorothy Lyon. Seine Ausbildung absolvierte er an der Downside School in Bath, der Royal Military Academy Sandhurst und dem Trinity College der University of Oxford.
Beim Tod seines Vaters am 16. Juni 1924 erbte er dessen Adelstitel, einschließlich des damit verbundenen Sitzes im House of Lords.
Er diente bei der Royal Artillery (Territorial Army und erreichte den Rang eines Majors. Er kämpfte im Zweiten Weltkrieg und wurde mit der Territorial Decoration (T.D.) ausgezeichnet. 1945 wurde er als Member in den Order of the British Empire (M.B.E.) aufgenommen, 1964 als Companion in den Order of St. Michael and St. George (C.M.G.). Er hatte auch das Amt eines Deputy Lieutenant (D.L.) von Shropshire inne.

## Ehe und Nachkommen
Er heiratete am 25. November 1931 Daphne Strutt, Tochter von Robert Strutt, 4. Baron Rayleigh. Sie hatten 11 Kinder miteinander:
- Pelline Margot Lyon-Dalberg-Acton (* 1932)
- Charlotte Lyon-Dalberg-Acton (1934–1935)
- Catherine Lyon-Dalberg-Acton (* 1939)
- Richard Lyon-Dalberg-Acton, 4. Baron Acton (1941–2010)
- Reverend John Charles Lyon-Dalberg-Acton (* 1943)
- Robert Peter Lyon-Dalberg-Acton (* 1946)
- Jill Mary Joan Lyon-Dalberg-Acton (* 1947)
- Dr. Edward David Joseph Lyon-Dalberg-Acton (* 1949)
- Peter Hedley Lyon-Dalberg-Acton (* 1950)
- Mary Anne Lyon-Dalberg-Acton (* 1951)
- Jane Lyon-Dalberg-Acton (* 1954)